# División Intermedia 1939
La División Intermedia 1939, fue la decimocuarta edición de este torneo que constituía como tercera categoría. A partir de ello, el campeón y algunos equipos con las mejores posiciones del torneo, ascienden a la Primera División de la Liga de Lima 1940. 
El torneo fue integrado por 26 equipos provenientes de Lima, Rímac y Balnearios. 
El campeón fue Porvenir Miraflores, junto al club Alianza Libertad Lince, lograron ascender a la Liga de Lima de la siguiente año.

## Equipos participantes
Primera Serie
- Alianza Libertad Lince  - Asciende a la Primera División de la Liga de Lima 1940
- Nacional FBC
- Alianza Chorrillos
- Agricultor de Surco
- Asociación Deportiva Tarapacá
- Sportivo Unión
- Alianza Limoncillo
- Unión Lazo
- Once Amigos Walkuski
- Juventud Barranco
- Huáscar Barranco
- Deportivo Lambayeque - desciende a Segunda División de Lima 1940
- Asociación Rímac - desciende a Segunda División de Lima 1940

Segunda Serie
- Porvenir Miraflores - Asciende a la Primera División de la Liga de Lima 1940
- Sport Inca
- Atlético Miraflores
- Roberto Acevedo
- Atlético Peruano
- Alianza Risso
- Sport Progreso
- Intelectual Raimondi
- Nueve de Diciembre
- Diego de Almagro
- Defensor Lima
- Alianza Cóndor - desciende a Segunda División de Lima 1940
- Sport José Gálvez - desciende a Segunda División de Lima 1940